# AG2R La Mondiale
AG2R La Mondiale er et fransk forsikrings- og pensionsselskab med hovedkvarter i Paris. Virksomheden blev etableret i 1951 ved en fusion mellem Groupe AG2R og Groupe La Mondiale. I 2022 havde de en årsomsætning på 23 mia. euro, hvoraf de 11 mia. udgjorde forsikringsdelen. De har 15 mio. privatkunder og 0,5 mio. erhvervskunder.
AG2R La Mondiale er hovedsponsor for cykelholdet Decathlon AG2R La Mondiale Team og sponsor for Transat AG2R kapsejlads.